# Francisco Pérez de Valenzuela (político)
Francisco Pérez de Valenzuela fue un político chileno, que fue presidente de la segunda Asamblea Provincial de Colchagua.

## Biografía
Se casó con Josefa de Baeza y Urzúa, y tuvieron descendencia. Fue elegido diputado por San Fernando en la segunda Asamblea Provincial de Colchagua. Fue su presidente, desde su instalación en junio de 1829.